# Municipio de Hayesville (condado de Franklin)
El municipio de Hayesville (en inglés: Hayesville  Township) es un municipio ubicado en el  condado de Franklin en el estado estadounidense de Carolina del Norte. En el año 2010 tenía una población de 2.098 habitantes.

## Geografía
El municipio de Hayesville  se encuentra ubicado en las coordenadas 36°13′2.14″N 78°20′11.58″O / 36.2172611, -78.3365500.